# Olga Potylitsina
Olga Viktorovna Potylitsina (Russisch: Ольга Викторовна Потылицына, Krasnojarsk, 17 september 1989) is een Russische skeletonster. Ze vertegenwoordigde haar vaderland op de Olympische Winterspelen 2014.

## Carrière
Potylitsina maakte haar wereldbekerdebuut in Whistler op 25 november 2010. Ze nam deel aan de Wereldkampioenschappen skeleton 2011 en eindigde hierbij op een vijfde plaats. Op 2 december 2012 behaalde ze haar eerste wereldbekeroverwinning in Igls.
In 2014 nam Potylitsina deel aan de Olympische Winterspelen 2014 waar ze op de 5e plaats eindigde. Ze huwde op 14 februari 2018 met freestyleskiër Semjon Densjtsjikov.

## Resultaten
| Jaar | Plaats | Resultaat |
| ---- | ------ | --------- |
| 2014 | Sotsji | 5e        |

| Jaar | Plaats       | Resultaat              |
| ---- | ------------ | ---------------------- |
| 2011 | Königssee    | 5e Landenwedstrijd     |
| 2012 | Lake Placid  | 19e 8e Landenwedstrijd |
| 2013 | Sankt Moritz | 9e                     |

### Wereldbeker
| Seizoen   | Rang |
| --------- | ---- |
| 2010/2011 | 9e   |
| 2011/2012 | 14e  |
| 2012/2013 | 14e  |
| 2013/2014 | 15e  |
| 2014/2015 | 25e  |
| 2015/2016 | 19e  |

| Datum           | Plaats    |
| --------------- | --------- |
| 2 december 2011 | Innsbruck |